# Bela Crkva (Krupanj)
Bela Crkva (Servisch: Бела Црква) is een plaats in de Servische gemeente Krupanj. De plaats telt 755 inwoners (2002).